# Festival du cinéma américain de Deauville 1996
Le Festival du cinéma américain de Deauville 1996, la 22e édition du festival, s'est déroulé du 30 août au 8 septembre 1996.

## Jury

### Jury de la sélection officielle
- Charlotte Rampling (Présidente du Jury)
- Sabine Azéma
- René Cleitman
- Dominique Farrugia
- Charlotte Gainsbourg
- Chiara Mastroianni
- Laura Morante
- Ornella Muti
- Melvil Poupaud
- Alain Rocca

## Sélection

### Film d'ouverture
- Mission : Impossible (Mission: Impossible) de Brian De Palma

### Film de clôture
- Feeling Minnesota de Steven Baigelman

### Premières - hors compétition
- Mission : Impossible (Mission: Impossible) de Brian De Palma
  - Independence Day de Roland Emmerich

### En Compétition
- Bound de Larry et Andy Wachowski
- À table de Campbell Scott et Stanley Tucci
- En route vers Manhattan de Greg Mottola
- No way home de Buddy Giovinazzo
- Bienvenue dans l'âge ingrat de Todd Solondz
- Petits mensonges entre frères d'Edward Burns
- Mariage ou Célibat (Walking and Talking) de Nicole Holofcener
- Double mise de Paul Thomas Anderson
- The Substance of Fire de Daniel G. Sullivan

### Hommages
- Gena Rowlands
- Abel Ferrara
- Arnon Milchan

## Palmarès
| Prix                               | Lauréat                                                                        |
| ---------------------------------- | ------------------------------------------------------------------------------ |
| Grand prix                         | En route vers Manhattan de Greg Mottola                                        |
| Prix du jury ex aequo              | Bound de Larry et Andy Wachowski et À table de Campbell Scott et Stanley Tucci |
| Prix de la critique internationale | Bound de Larry et Andy Wachowski                                               |